# Cicer macracanthum
Cicer macracanthum är en ärtväxtart som beskrevs av Mikhail Grigoríevič Popov. Cicer macracanthum ingår i släktet kikärter, och familjen ärtväxter. Inga underarter finns listade i Catalogue of Life.